# Isabella Rice
Isabella Kai Rice (Los Angeles, 13 de setembro de 2006) é uma atriz norte-americana, mais conhecida por sua personagem Alison DiLaurentis na série Pretty Little Liars e Sarah Compton em True Blood.

## Carreira
Em 2014, Isabella interpretou a personagem Sarah Compton, filha de Bill Compton na 7ª temporada da série de terror de fantasia da HBO, True Blood. Mais tarde, ela esteve na 5ª e na 6ª temporada da série de drama adolescente da ABC Family, Pretty Little Liars. Ela interpretou a jovem Alison DiLaurentis, originalmente interpretada por Sasha Pieterse.
Isabella interpretou a jovem Jerrica Benton no filme musical de fantasia de 2015 Jem and the Holograms, dirigido por Jon M. Chu.
Isabella também interpretou Lily no filme de suspense centrado em mulheres, Unforgettable (2017), junto com Katherine Heigl, Rosario Dawson e Geoff Stults, na Warner Bros.

## Filmografia

### Cinema
| Ano  | Título                               | Papel          | Notas |
| ---- | ------------------------------------ | -------------- | ----- |
| 2015 | Kidnapped: The Hannah Anderson Story | Becca McKinnon |       |
| 2015 | Jem and the Holograms                | Jerrica Benton |       |
| 2015 | Asomatous                            | Sophie Gibbs   |       |
| 2017 | Unforgettable                        | Lily           |       |
| 2019 | Our Friend                           | Molly          |       |

### Televisão
| Ano     | Título              | Função              | Notas                        |
| ------- | ------------------- | ------------------- | ---------------------------- |
| 2013    | Glee                | Menina              | 1 episódio                   |
| 2014    | Dois Homens e Meio  | Criança             | 1 episódio                   |
| 2014    | True Blood          | Sarah Compton       | 3 episódios                  |
| 2014-15 | Pretty Little Liars | Alison DiLaurentis  | 2 episódios                  |
| 2016    | Dr. Ken             | Emma                | Episódio: "Dave's Valentine" |
| 2016    | Castle              | Garotinha           | Episódio: "O Jogo da Culpa"  |
| 2018    | My Dead Ex          | Charley de dez anos | 5 episódios                  |
| 2019    | Sydney To The Max   | Hailey              | 2 episódios                  |